# FIFA-Weltauswahl des 20. Jahrhunderts
1998 wählten 250 Sportjournalisten eine Auswahl von elf Fußballspielern, die die besten Spieler des 20. Jahrhunderts darstellen sollen.

## Allgemeines
Die Mannschaft besteht aus einem Torwart, vier Verteidigern, drei Mittelfeldspielern und drei Stürmern. Dieselben 250 Journalisten wählten zusätzlich noch die kontinentalen Auswahlen von Europa und Südamerika. Es wurden zudem noch die besten Spieler der anderen Kontinente (Mittel- und Nordamerika, Afrika, Asien und Ozeanien) ausgewählt. Diese Wahl übernahm aber eine kleinere Auswahl von Sportjournalisten von dem jeweiligen Kontinent.
Die Teams wurden dann in der Eröffnungszeremonie der Fußballweltmeisterschaft 1998 in Frankreich am 10. Juni öffentlich vorgestellt.

## Auswahlen

### Welt
| Position   | Spieler               | Nationalität (Nationaljahre)           | Vereine (Jahre) | Platzierung in der World Soccer Magazine Liste der besten Spieler des 20. Jahrhunderts | offizielle Ehrungen |
| ---------- | --------------------- | -------------------------------------- | --- | -------------------------------------------------------------------------------------- | --- |
| Torwart    | Lew Jaschin           | Sowjetunion (1954–1970)                | Dynamo Moskau (1949–1971) | 11                                                                                     | Europas Fußballer des Jahres (1963) Golden Player (Russland) WM All-Star Team (1958) |
| Abwehr     | Carlos Alberto Torres | Brasilien (1964–1977)                  | Fluminense Rio de Janeiro (1963–1966, 1974–1977) FC Santos (1966–1974) Flamengo Rio de Janeiro (1977) New York Cosmos (1977–1980, 1982) California Surf (1981)              | nicht platziert                                                                        | FIFA 100 |
| Abwehr     | Franz Beckenbauer     | Deutschland (1965–1977)                | FC Bayern München (1965–1977) New York Cosmos (1977–1980, 1983) Hamburger SV (1980–1982)                                                                                    | 4                                                                                      | Europas Fußballer des Jahres (1972, 1976) CONCACAF-Spieler des Jahres (1977) WM All-Star Team (1966, 1970, 1974) FIFA 100                                                                                              |
| Abwehr     | Bobby Moore           | England (1962–1973)                    | West Ham United (1958–1974) FC Fulham (1974–1977) San Antonio Thunder (1977) Seattle Sounders (1978)                                                                        | 14                                                                                     | Golden Player (England) WM All-Star Team (1966) |
| Abwehr     | Nílton Santos         | Brasilien (1949–1963)                  | Botafogo FR (1949–1965) | nicht platziert                                                                        | WM All-Star Team (1958) FIFA 100 |
| Mittelfeld | Johan Cruyff          | Niederlande (1966–1978)                | Ajax Amsterdam (1964–1973, 1981–1983) FC Barcelona (1973–1978) Los Angeles Aztecs (1979) Washington Diplomats (1980–1981) UD Levante (1981) Feyenoord Rotterdam (1983–1984) | 3                                                                                      | Europas Fußballer des Jahres (1971, 1973, 1974) Golden Player (Niederlande) Goldener Ball (1974) WM All-Star Team (1974) FIFA 100                                                                                      |
| Mittelfeld | Alfredo Di Stéfano    | Argentinien (1947) Spanien (1957–1961) | River Plate (1943–1945, 1947–1949) Club Atlético Huracán (1946–1947) Millonarios (1949–1953) Real Madrid (1953–1964) Espanyol Barcelona (1964–1966)                         | 6                                                                                      | Europas Fußballer des Jahres (1957, 1959) Golden Player (Spanien) FIFA 100 |
| Mittelfeld | Ferenc Puskás         | Ungarn (1949–1956) Spanien (1961–1962) | Honvéd Budapest (1942–1956) Real Madrid (1958–1966) | 7                                                                                      | Golden Player (Ungarn) WM All-Star Team (1954) FIFA 100 Goldener Ball (1954) |
| Angriff    | Garrincha             | Brasilien (1955–1966)                  | Botafogo FR (1953–1965) Corinthians São Paulo (1966) Atlético Junior (1968) Flamengo Rio de Janeiro (1968–1969) Olaria AC (1972)                                            | 20                                                                                     | WM All-Star Team (1958, 1962) Goldener Ball (1962) |
| Angriff    | Diego Maradona        | Argentinien (1977–1994)                | Argentinos Juniors (1976–1981) Boca Juniors (1981–1982, 1995–1997) FC Barcelona (1982–1984) SSC Neapel (1984–1991) FC Sevilla (1992–1993) Newell’s Old Boys (1993)          | 2                                                                                      | Onze d’or (1986, 1987) Südamerikas Fußballer des Jahres (1979, 1980, 1986, 1989, 1990, 1992) Goldener Ball (1986), Bronzener Ball (1990) WM All-Star Team (1986, 1990) World Soccer Player of the Year (1986) FIFA 100 |
| Angriff    | Pelé                  | Brasilien (1956–1971)                  | FC Santos (1956–1974) New York Cosmos (1975–1977) | 1                                                                                      | Südamerikas Fußballer des Jahres (1973) Goldener Ball (1970) WM All-Star Team (1958, 1970) CONCACAF-Spieler des Jahres (1976) FIFA 100                                                                                 |

### Europa
| Position   | Spieler           | Nationalität (Nationaljahre)           | Vereine (Jahre) | Platzierung in der World Soccer Magazine Liste der besten Spieler des 20. Jahrhunderts | offizielle Ehrungen |
| ---------- | ----------------- | -------------------------------------- | --- | -------------------------------------------------------------------------------------- | --- |
| Torwart    | Lew Jaschin       | Sowjetunion (1954–1970)                | Dynamo Moskau (1949–1971) | 11                                                                                     | Europas Fußballer des Jahres (1963) Golden Player (Russland) WM All-Star Team (1958)                                                                             |
| Abwehr     | Franz Beckenbauer | Deutschland (1965–1977)                | FC Bayern München (1965–1977) New York Cosmos (1977–1980, 1983) Hamburger SV (1980–1982) | 4                                                                                      | Europas Fußballer des Jahres (1972, 1976) CONCACAF-Spieler des Jahres (1977) WM All-Star Team (1966, 1970, 1974) FIFA 100                                        |
| Abwehr     | Bobby Moore       | England (1962–1973)                    | West Ham United (1958–1974) FC Fulham (1974–1977) San Antonio Thunder (1977) Seattle Sounders (1978) | 14                                                                                     | Golden Player (England) WM All-Star Team (1966) |
| Abwehr     | Franco Baresi     | Italien (1982–1994)                    | AC Mailand (1978–1997) | 19                                                                                     | WM All-Star Team (1990) FIFA 100 |
| Abwehr     | Paolo Maldini     | Italien (1988–2002)                    | AC Mailand (1984–2008) | 21                                                                                     | WM All-Star Team (1990, 1994) World Soccer Player of the Year (1994) FIFA 100                                                                                    |
| Mittelfeld | Michel Platini    | Frankreich (1976–1987)                 | AS Nancy (1972–1979) AS Saint-Étienne (1979–1982) Juventus Turin (1982–1987) | 5                                                                                      | Europas Fußballer des Jahres (1983, 1984, 1985) Onze d’or (1983, 1984, 1985) WM All-Star Team (1982, 1986) World Soccer Player of the Year (1984, 1985) FIFA 100 |
| Mittelfeld | Johan Cruyff      | Niederlande (1966–1977)                | Ajax Amsterdam (1964–1973) FC Barcelona (1973–1978) Los Angeles Aztecs (1979–1980) Washington Diplomats (1980–1981) UD Levante (1981) Ajax Amsterdam (1981–1983) Feyenoord Rotterdam (1983–1984)                                                                                              | 3                                                                                      | Europas Fußballer des Jahres (1971, 1973, 1974) Golden Player (Niederlande) Goldener Ball (1974) WM All-Star Team (1974) FIFA 100                                |
| Mittelfeld | Bobby Charlton    | England (1958–1970)                    | Manchester United (1954–1973) Preston North End (1973–1974) Waterford FC (1975) | 12                                                                                     | Europas Fußballer des Jahres (1966) Goldener Ball (1966) WM All-Star Team (1966, 1970) FIFA 100                                                                  |
| Angriff    | Marco van Basten  | Niederlande (1983–1992)                | Ajax Amsterdam (1982–1987) AC Milan (1987–1993) | 9                                                                                      | Europas Fußballer des Jahres (1988, 1989, 1992) World Soccer Player of the Year (1988, 1992) Onze d’or (1988, 1989) FIFA 100                                     |
| Angriff    | Eusébio           | Portugal (1961–1973)                   | Sporting Lourenço Marques (1957–1960) Benfica Lissabon (1960–1975) Rhode Island Oceaneers (1975) Boston Minutemen (1975) CF Monterrey (1975–1976) Toronto Metros-Croatia (1976) SC Beira-Mar (1976–1977) Las Vegas Quicksilvers (1977) New Jersey Americans (1977–1978) União de Tomar (1978) | 10                                                                                     | Europas Fußballer des Jahres (1965) Golden Player (Portugal) WM All-Star Team (1966) FIFA 100                                                                    |
| Angriff    | Ferenc Puskás     | Ungarn (1949–1956) Spanien (1961–1962) | Honvéd Budapest (1942–1956) Real Madrid (1958–1966) | 7                                                                                      | Golden Player (Ungarn) WM All-Star Team (1954) FIFA 100 Goldener Ball (1954)                                                                                     |

### Südamerika
| Position   | Spieler               | Nationalität (Nationaljahre)           | Vereine (Jahre) | Platzierung in der World Soccer Magazine Liste der besten Spieler des 20. Jahrhunderts | offizielle Ehrungen |
| ---------- | --------------------- | -------------------------------------- | --- | -------------------------------------------------------------------------------------- | --- |
| Torwart    | Ubaldo Fillol         | Argentinien (1974–1985)                | Quilmes AC (1969–1971) Racing Club Avellaneda (1972–1973) River Plate (1974–1983) Argentinos Juniors (1983) Flamengo Rio de Janeiro (1984–1985) Atlético Madrid (1985–1986) Racing Club Avellaneda (1987–1989) Vélez Sársfield (1989–1990) | nicht platziert                                                                        | WM All-Star Team (1978) |
| Abwehr     | Carlos Alberto Torres | Brasilien (1964–1977)                  | Fluminense Rio de Janeiro (1963–1966, 1974–1977) FC Santos (1966–1974) Flamengo Rio de Janeiro (1977) New York Cosmos (1977–1980, 1982) California Surf (1981)                                                                             | nicht platziert                                                                        | FIFA 100 |
| Abwehr     | Daniel Passarella     | Argentinien (1974–1986)                | CA Sarmiento (1971–1973) River Plate (1974–1982) Fiorentina (1982–1986) Inter Mailand (1986–1988) River Plate (1989) | 64                                                                                     | Europas Fußballer des Jahres (1972, 1976) CONCACAF-Spieler des Jahres (1977) WM All-Star Team (1978) FIFA 100 |
| Abwehr     | Elías Figueroa        | Chile (1966–1982)                      | Unión La Calera (1964) Santiago Wanderers (1965–1966) CA Peñarol (1967–1972) SC Internacional (1972–1976) Palestino (1977–1980) Fort Lauderdale Strikers (1981) Colo-Colo (1982)                                                           | nicht platziert                                                                        | Südamerikas Fußballer des Jahres (1974-1975- 1976) FIFA 100 |
| Abwehr     | Nílton Santos         | Brasilien (1949–1963)                  | Botafogo FR (1949–1965) | nicht platziert                                                                        | WM All-Star Team (1958) FIFA 100 |
| Mittelfeld | Roberto Rivelino      | Brasilien (1965–1978)                  | Corinthians São Paulo (1965–1974) Fluminense Rio de Janeiro (1974–1978) Al-Hilal (1978–1981) | 37                                                                                     | FIFA 100 |
| Mittelfeld | Alfredo Di Stéfano    | Argentinien (1947) Spanien (1957–1961) | River Plate (1943–1945, 1947–1949) Club Atlético Huracán (1946–1947) Millonarios (1949–1953) Real Madrid (1953–1964) Espanyol Barcelona (1964–1966)                                                                                        | 6                                                                                      | Europas Fußballer des Jahres (1957, 1959) Golden Player (Spanien) FIFA 100 |
| Mittelfeld | Didi                  | Brasilien (1952–1962)                  | Fluminense Rio de Janeiro (1949–1956) Botafogo FR (1957–1959, 1960–1965) Real Madrid (1959–1960) CD Veracruz (1965–1966) São Paulo (1966)                                                                                                  | 38                                                                                     | WM All-Star Team (1958) |
| Angriff    | Garrincha             | Brasilien (1955–1966)                  | Botafogo FR (1953–1965) Corinthians São Paulo (1966) Atlético Junior (1968) Flamengo Rio de Janeiro (1968–1969) Olaria AC (1972) | 20                                                                                     | WM All-Star Team (1958, 1962) Goldener Ball (1962) |
| Angriff    | Diego Maradona        | Argentinien (1977–1994)                | Argentinos Juniors (1976–1981) Boca Juniors (1981–1982, 1995–1997) FC Barcelona (1982–1984) SSC Neapel (1984–1991) FC Sevilla (1992–1993) Newell’s Old Boys (1993)                                                                         | 2                                                                                      | Onze d’or (1986, 1987) Südamerikas Fußballer des Jahres (1979, 1980, 1986, 1989, 1990, 1992) Goldener Ball (1986), Bronzener Ball (1990) WM All-Star Team (1986, 1990) World Soccer Player of the Year (1986) FIFA 100 |
| Angriff    | Pelé                  | Brasilien (1956–1971)                  | FC Santos (1956–1974) New York Cosmos (1975–1977) | 1                                                                                      | Südamerikas Fußballer des Jahres (1973) Goldener Ball (1970) WM All-Star Team (1958, 1970) CONCACAF-Spieler des Jahres (1976) FIFA 100                                                                                 |

### Mittel- und Nordamerika (CONCACAF)
| Position   | Spieler                 | Nationalität (Nationaljahre) | Vereine (Jahre) | offizielle Ehrungen                                                          |
| ---------- | ----------------------- | ---------------------------- | --- | ---------------------------------------------------------------------------- |
| Torwart    | Antonio Carbajal        | Mexiko (1950–1966)           | Club España (1948–1950) Club León (1950–1966) | CONCACAF-Spieler des Jahres (1953, 1956, 1957, 1961) WM All-Star Team (1962) |
| Abwehr     | Marcelo Balboa          | USA (1988–2000)              | San Diego Nomads (1987–1989) San Francisco Bay Blackhawks (1990–1991) Colorado Foxes (1992–1993) Club León (1994–1995) Colorado Rapids (1996–2001) MetroStars (2002)                                                                   | MLS All-Time Best XI                                                         |
| Abwehr     | Gilberto Yearwood       | Honduras (1976–1993)         | Real España (1974–1977) FC Elche (1977–1978) Real Valladolid (1978–1984) CD Teneriffa (1984–1986) Celta de Vigo (1986–1987) Real España (1987–1988) CD Motagua (1988–1990) CD Olimpia (1990–1992)                                      | CONCACAF-Spieler des Jahres (1982)                                           |
| Abwehr     | Bruce Wilson            | Kanada (1975–1986)           | Vancouver Whitecaps (1974–1977) Chicago Sting (1978–1979) New York Cosmos (1980) Toronto Blizzard (1981–1987) |                                                                              |
| Abwehr     | Gustavo Peña            | Mexiko (1961–1974)           | CD Oro (1959–1967) CD Cruz Azul (1967–1970) CSD Jalisco (1970–1974) CF Monterrey (1974–1976) | CONCACAF-Spieler des Jahres (1969)                                           |
| Mittelfeld | Ramón Ramírez           | Mexiko (1991–2000)           | Santos Laguna (1989–1994) Deportivo Guadalajara (1994–1998) Club América (1999) UANL Tigres (1999–2001) Deportivo Guadalajara (2001–2004) CD Chivas USA (2005–2007)                                                                    |                                                                              |
| Mittelfeld | Mágico González         | El Salvador (1979–1998)      | ANTEL (1975–1976) Independiente (1976–1977) CD FAS (1977–1982) FC Cádiz (1982–1984) Real Valladolid (1984–1986) FC Cádiz (1986–1991) CD FAS (1991–1999) San Salvador FC (2002)                                                         | CONCACAF-Spieler des Jahres (1981)                                           |
| Mittelfeld | Tab Ramos               | USA (1988–2000)              | New Jersey Eagles (1988) Miami Sharks (1989) UE Figueres (1990–1992) Betis Sevilla (1992–1995) UANL Tigres (1996) MetroStars (1996–2002)                                                                                               | CONCACAF-Spieler des Jahres (1994)                                           |
| Angriff    | Julio César Dely Valdés | Panama (1990–2005)           | Deportivo Paraguayo (1987–1988) Nacional Montevideo (1989–1993) Cagliari Calcio (1993–1995) Paris Saint-Germain (1995–1997) Real Oviedo (1997–2000) FC Málaga (2000–2003) Nacional Montevideo (2003) Arabe Unido (2004–2006)           |                                                                              |
| Angriff    | Hugo Sánchez            | Mexiko (1977–1998)           | UNAM Pumas (1976–1981) Atlético Madrid (1981–1985) Real Madrid (1985–1992) Club América (1992–1993) Rayo Vallecano (1993–1994) CF Atlante (1994–1995) FC Linz (1995–1996) Dallas Burn (1996) Atlético Celaya (1996–1998)               | CONCACAF-Spieler des Jahres (1985–1988, 1990) FIFA 100                       |
| Angriff    | Hernán Medford          | Costa Rica (1977–1998)       | CD Saprissa (1987–1990) Dinamo Zagreb (1990) SK Rapid Wien (1991) Rayo Vallecano (1991–1992) Foggia Calcio (1992–1993) CD Saprissa (1993–1994) CF Pachuca (1994–1997) Club León (1997–2000) Necaxa (2000–2001) CD Saprissa (2001–2003) |                                                                              |

### Afrika
| Position   | Spieler         | Nationalität  | offizielle Ehrungen |
| ---------- | --------------- | ------------- | --- |
| Torwart    | Thomas N’Kono   | Kamerun       | Afrikas Fußballer des Jahres (1979 und 1982)                                                                             |
| Abwehr     | Ali Shehata     | Ägypten       | |
| Abwehr     | Ibrahim Youssef | Ägypten       | |
| Abwehr     | Emmanuel Kundé  | Kamerun       | |
| Abwehr     | Mwepu Ilunga    | Zaire         | |
| Mittelfeld | Segun Odegbami  | Nigeria       | |
| Mittelfeld | Théophile Abega | Kamerun       | Afrikas Fußballer des Jahres (1984)                                                                                      |
| Mittelfeld | Abédi Pelé      | Ghana         | Afrikas Fußballer des Jahres (1991–1993) FIFA 100                                                                        |
| Angriff    | Laurent Pokou   | Côte d’Ivoire | |
| Angriff    | Roger Milla     | Kamerun       | Afrikas Fußballer des Jahres (1976, 1990) WM All-Star Team (1990) Nummer 58 auf der World Soccer Magazine Liste FIFA 100 |
| Angriff    | Rabah Madjer    | Algerien      | Afrikas Fußballer des Jahres (1987)                                                                                      |

### Asien/Ozeanien
| Position   | Spieler            | Nationalität  | offizielle Ehrungen                     |
| ---------- | ------------------ | ------------- | --------------------------------------- |
| Torwart    | Chow Chee-keong    | Malaysia      |                                         |
| Abwehr     | Kim Ho-kon         | Südkorea      |                                         |
| Abwehr     | Masami Ihara       | Japan         | Asiens Fußballer des Jahres (1995)      |
| Abwehr     | Soh Chi-aum        | Malaysia      |                                         |
| Mittelfeld | Chen Chi-doi       | Taiwan        |                                         |
| Mittelfeld | Karim Bagheri      | Iran          |                                         |
| Mittelfeld | Kim Joo-sung       | Südkorea      | Asiens Fußballer des Jahres (1989–1991) |
| Angriff    | Majeed Abdullah    | Saudi-Arabien |                                         |
| Angriff    | Kunishige Kamamoto | Japan         |                                         |
| Angriff    | Chodadad Azizi     | Iran          | Asiens Fußballer des Jahres (1996)      |
| Angriff    | Cha Bum-kun        | Südkorea      |                                         |